# أفول الأصنام
أفول الأصنام أو كيف تتفلسف بمطرقة هو كتاب فريدريك نيتشه ، كتب عام 1888، ونُشر عام 1889.

## نبذة
تمت كتابة في فترة أفول الأصنام تزيد قليلاً عن أسبوع، بين 26 أغسطس و 3 سبتمبر 1888، بينما كان نيتشه يقضي عطلة في سيلس ماريا. مع انتشار شهرة وشعبية نيتشه داخل ألمانيا وخارجها، شعر أنه بحاجة إلى نص من شأنه أن يكون بمثابة مقدمة قصيرة لعمله.

## ملخص
ينتقد نيتشه الثقافة الألمانية في ذلك الوقت باعتبارها غير متطورة ومنحطة وعدمية، ويطلق سهامًا معارضة لبعض الشخصيات الثقافية الفرنسية والبريطانية والإيطالية التي تمثل ميولًا مماثلة. على النقيض من كل هؤلاء الممثلين المزعومين للانحطاط الثقافي، نيتشه يصفق لقيصر ونابليون وغوته وثوقيديدِس والسفطائيين باعتبارهم أنواعًا أكثر صحة وأقوى. يذكر الكتاب تحويل جميع القيم كمشروع نيتشه الأخير والأكثر أهمية، ويعطي نظرة إلى العصور القديمة حيث يكون للرومان الأسبقية على الإغريق القدماء، وإن كان ذلك فقط في مجال الأدب .
الكتاب مقسم إلى اثني عشر قسمًا:

### حكم واشراقات
الأقوال المأثورة في جملة واحدة حول مجموعة كثيرة من المواضبع.

### قضية سقراط
يؤكد نيتشه أنه على مدار التاريخ يبدو أن أكثر الأشخاص تعلمًا قد شاركوا في اعتقاد مشترك بأن الحياة لا قيمة لها. يجادل بأن هذه الفكرة لم تكن من أعراض مجتمع سليم بل لمجتمع في حالة تدهور. يشرح نيتشه أن فلاسفة مثل سقراط أو أفلاطون يشتركون في نزعة فسيولوجية مشتركة للشعور بالسلبية تجاه الحياة، مما يعكس انحلال الثقافة اليونانية المتفوقة التي سبقتهم.
نيتشه يحمل سقراط في ازدراء خاص. ويعتقد أن سقراط كان خاضعًا لكل أنواع الرذيلة والدوافع الشهوانية وكان نتاجًا للطبقات الدنيا في المجتمع. حدد نيتشه فكرتين محددتين عن سقراط للهجوم. الأولى هي ترابط العقل والفضيلة والسعادة. والثانية هو تقديم سقراط للمنهج الجدلي للفلسفة (العملية التي من خلالها يصل شخصان أو أكثر لديهم وجهات نظر مختلفة إلى نتيجة من خلال عملية الخطاب والمنطق والعقل، والتي تسمى أيضًا الطريقة السقراطية). اعتقد أن الجدل سمح للمواقف الفلسفية الأضعف والمفكرين الأقل تطوراً بالحصول على موطئ قدم أكبر من اللازم في المجتمع. كان برنامج نيتشه يقدر الغريزة على العقل، ولكن بسبب سقراط والجدلية، أصبحت الثقافة اليونانية الآن عقلانية بشكل سخيف. جزء أساسي من أطروحة نيتشه هو أن السعادة والغريزة واحدة، لكن العقل يقف في مواجهة مباشرة مع الغريزة.
في النهاية، أصر على أن قيمة الحياة لا يمكن تقديرها وأي حكم بشأنها يكشف فقط عن نزعات إنكار الحياة أو تأكيد الحياة.

### العقل في الفلسفة
ينكر نيتشه العديد من أفكار أفلاطون، وتحديدا أفكار الوجود والصيرورة وعالم الأشكال وقابلية الخطأ للحواس. بتعبير أدق، لا يعتقد أنه ينبغي على المرء دحض الحواس، كما فعل أفلاطون. هذا يتعارض مع مُثُل نيتشه للتميز البشري من حيث أنه أحد أعراض الانحطاط الشخصي. يشير نيتشه بالتحلل إلى تلاشي الحياة والحيوية واحتضان الضعف. من وجهة نظر نيتشه، إذا كان على المرء أن يقبل عالما غير حسي غير متغير باعتباره متفوقًا وعالمنا الحسي أدنى شأنا، فإن المرء يتبنى كراهية الطبيعة وبالتالي كراهية للعالم الحسي - عالم الأحياء. يفترض نيتشه أن الشخص الضعيف أو المريض أو الدنيء فقط هو الذي سيؤيد مثل هذا الاعتقاد.
يواصل نيتشه ربط هذا الهوس بالعالم غير المادي بالمسيحية ومفهوم الجنة. يشير نيتشه إلى أن الإيمان بالله المسيحي هو انحطاط مماثل وكراهية للحياة. بالنظر إلى أن المسيحيين يؤمنون بالسماء، وهو مفهوم مشابه لأفكار أفلاطون عن عالم الأشكال (عالم أبدي لا يتغير) وأن المسيحيين يقسمون العالم إلى العالم الحقيقي (الجنة) والعالم الظاهري (الحي)، فإنهم يكرهون الطبيعة.

### حتى نختم كيف غدا العالم الحقيقي خرافة
في هذا القسم، يوضح نيتشه العملية التي عبر بها الفلاسفة السابقون عن تخيل العالم الظاهر، ووضعوا نتائج الحواس في موضع شك، وبالتالي إزالة مفهوم العالم الحقيقي. ينقسم هذا القسم إلى ستة أجزاء:
1. يسكن الرجل الحكيم والتقي في العالم الحقيقي، والذي يبلغه من خلال حكمته (تتطلب المهارات في الإدراك رؤية أكثر دقة للعالم الحقيقي).
2. الرجل الحكيم والتقي لا يسكن في العالم الحقيقي، بل هو موعود له، هدف يعيش من أجله. (مثال: للخاطئ الذي تاب)
3. العالم الحقيقي بعيد المنال ولا يمكن الوعد به، ومع ذلك يظل عزاءًا عند مواجهة الظلم المتصور للعالم الظاهر.
4. إذا لم يتم الوصول إلى العالم الحقيقي، فهو غير معروف. لذلك، ليس هناك واجب تجاه العالم الحقيقي، ولا عزاء منه.
5. أصبحت فكرة العالم الحقيقي عديمة الفائدة - فهي لا تقدم أي عزاء أو دافع. لذلك يتم تنحيته جانبا باعتباره تجريدًا عديم الفائدة.
6. أي عالم بقي؟ تم إلغاء مفهوم العالم الحقيقي، ومعه، تتبع فكرة العالم الظاهر.

### الأخلاق طبيعة مضادة
نيتشه ليس من دعاة المتعة، بحجة أن أي عواطف زائدة يمكن أن تجر ضحيتها إلى أسفل بثقل حماقتها. ومع ذلك، يؤكد أنه من الممكن أن تصبح المشاعر روحانية في النهاية. وينتقد أن المسيحية تتعامل بدلاً من ذلك مع المشاعر غير المعتدلة من خلال محاولة إزالة العاطفة تمامًا. في القياس، يدعي نيتشه أن النهج المسيحي للأخلاق لا يختلف كثيرًا عن الطريقة التي قد يعالج بها طبيب أسنان غير ماهر أي ألم أسنان عن طريق إزالة السن بالكامل بدلاً من اتباع علاجات أخرى أقل عدوانية وفعالية بنفس القدر. لا تحاول المسيحية إضفاء الروحانية والجمال وتأليه الرغبة، الأمر الذي يقود نيتشه إلى استنتاج أن الكنيسة المسيحية معادية للحياة. من منظور نفسي، كتب أن الأشخاص الذين يرغبون في القضاء على بعض المشاعر بشكل مباشر يفعلون ذلك أساسًا لأنهم ضعفاء الإرادة، ومنحطون جدًا بحيث لا يمكنهم فرض الاعتدال على أنفسهم.
يطور نيتشه فكرته عن إضفاء الروحانية على المشاعر من خلال دراسة مفاهيم الحب والعداوة. وهو يدعي أن الحب هو في الواقع إضفاء روحانية على الشهوانية. من ناحية أخرى، فإن العداء يضفي روحانية على حالة وجود أعداء لأن وجود خصوم يساعدنا على تحديد وتقوية مواقفنا. حتى مع المشاعر المعادية للمسيحية التي تسود تفكيره، يوضح نيتشه أنه ليس لديه مصلحة في القضاء على الكنيسة المسيحية. بدلاً من ذلك، يدرك أن برنامجه الفلسفي الخاص لن يكون فعالًا أو ضروريًا بدونه. إذا كان عدوه الكنيسة ينكر غرائز الحياة، فهذا يساعده على تطوير موقف يؤكدها. باستخدام اللغة اللاهوتية، يصر على أن التجديف الحقيقي هو التمرد المسيحي على الحياة. الأخلاق المسيحية هي في نهاية المطاف أعراض الحياة المتدهورة والمنهكة والمرهقة والمدانة.
يستنتج نيتشه أن الإصرار على ضرورة أن يكون الناس بطريقة ما وليس بطريقة أخرى يؤدي إلى شكل من أشكال التعصب الأعمى الذي يقلل من قيمة الخير في التنوع البشري: الثروة الساحرة للأنواع. كما أن الاعتقاد بأنه بإمكان الناس تغيير طبيعتهم حقًا يتجاهل حقيقة أن أي شخص هو جزء من القدر. لا يمكن لأي شخص أن يطلق نفسه سواء من الأحداث الماضية أو الظروف الحالية التي تجعله على ما هو عليه. في النهاية، يخلص نيتشه إلى أن اللاأخلاقيين مثله هم من يحترمون أعلى درجات الاحترام للقيمة المتأصلة للأفراد لأنهم لا يقدرون نهج شخص واحد في الحياة على حساب الآخرين.

### الأخطاء الأربعة الكبرى
في الفصل أخطاء الأربعة الكبرى، ويشير إلى أن الناس، خصوصا المسيحيين، الخلط بين تأثير السبب، وأنها مشروع الأنا البشرية والذاتية إلى أشياء أخرى، وبالتالي خلق مفهوم وهمي من يجري، وبالتالي أيضا للشيء في ذاته والله. في الواقع، الدافع أو النية هو مرافقة لفعل وليس سبب ذلك الفعل. من خلال إزالة الفاعلية السببية القائمة على الإرادة الحرة الواعية، ينتقد نيتشه أخلاقيات المساءلة، مقترحًا أن كل شيء ضروري في كل شيء لا يمكن الحكم عليه أو إدانته، لأنه لا يوجد شيء خارجه. ما الناس عادة يعتبرها نائب هو في الواقع مجرد عدم القدرة على عدم الرد على الحوافز. في ضوء ذلك، يصبح مفهوم الأخلاق مجرد وسيلة للسيطرة: لقد تم اختراع عقيدة الإرادة أساسًا لغرض العقاب، أي العثور على المذنب.

### الذين يريدون اصلاح البشرية
يعلن نيتشه في هذا المقطع عن افتقاره إلى الإيمان بأخلاق موضوعية، مشيرًا إلى أنه لا يوجد شيء اسمه حقيقة أخلاقية. بهذه المعلومات، يسرد مثالين لحالات تمت فيها محاولة إضفاء الأخلاق على البشرية، على الرغم من عدم وجود حقيقة أخلاقية كاملة. الأشخاص الذين يدفعون من أجل هذه الأخلاق يطلق عليهم نيتشه المحسنون، وهي الاقتباسات التي تمثل حقيقة أن هؤلاء الأشخاص المعينين يفشلون في تحقيق هدفهم المتمثل في تحسين الإنسان.
أول مثال هو الدين. يروي نيتشه قصة خيالية لكاهن يحول رجلًا إلى المسيحية، من أجل الحفاظ على أخلاقه. ومع ذلك، فإن رجله يقع في نهاية المطاف في الغريزة الإنسانية الأساسية مثل الشهوة، وبالتالي يوصف بأنه آثم. بعد ذلك، الرجل مليء بالكراهية، وينبذ من قبل الآخرين. يمثل الكاهن في هذه القصة المُحسِّن، حيث يحاول أن يوعظ شخصًا ما، ولكنه فقط يجعل حياة الرجل بائسة.
ثاني هذه الأمثلة هو نظام الطبقات في الهند. قام هذا النظام بمحاولة إضفاء الأخلاق على الإنسان عن طريق خفض مرتبة الداليت وتجريدهم من إنسانيتهم الذين كانوا في قاع المجتمع. المحسنون في هذا السيناريو هم أولئك الذين يديمون النظام الطبقي، ويساهمون في تجريد الداليت من إنسانيتهم من أجل هدف الأخلاق.

### ما ينقص الألمان
في فحص المجتمع الألماني في عصره، يعزو أي ميزة يتمتع بها الألمان على الدول الأوروبية الأخرى إلى الفضائل الأخلاقية الأساسية وليس إلى أي تطور ثقافي.يعزو نيتشه الانخفاض الذي يراه في التطور في الفكر الألماني إلى إعطاء الأولوية للسياسة على العقل.الدولة والثقافة في حالة توتر لأن أحدهما يزدهر على حساب الآخر.
يعزو نيتشه أيضًا هذا التراجع في الفكر الألماني إلى المشكلات التي رآها في التعليم العالي في عصره. أولاً، يدعو نيتشه إلى التشكيك في مؤهلات المعلمين الجامعيين، ويصر على الحاجة إلى معلمين متعلمين هم أنفسهم. يجادل بأن المعلمين مهمون لتعليم ثلاث مهارات أساسية:
- الرؤية (القدرة على التفكير قبل التصرف على أساس الاندفاع).
- التفكير (يجب تعلم التفكير بطريقة تعلم الرقص)
- التحدث والكتابة ( على المرء أن يكون قادرا على الرقص بالقلم).

ثانيًا، ينتقد بشدة فتح الكليات والجامعات لجميع طبقات المجتمع، لأنه عندما يُحرم من امتيازها، تنخفض جودة التعليم العالي.«كل التعليم العالي ينتمي إلى الاستثناءات وحدها: يجب أن يتمتع الفرد بالحق في هذا الامتياز العالي. لا يمكن أن تكون الأشياء العظيمة والرائعة ملكية مشتركة».

### مناوشات من رجل عاجز
يفحص نيتشه في الفصل الأطول من الكتاب مجموعة متنوعة من الشخصيات الثقافية في عصره.كما قام بعدة ملاحظات نفسية حول ما يؤدي إلى تبني مواقف مختلفة عن الحياة.

### ما أدين للقدماء
نيتشه ينتقد أفلاطون، متهماً إياه بالمبالغة في الأخلاق ووصفه بأنه مخادع عظيم. ويذهب إلى أبعد من ذلك ليدعي أن المسيحية هي أفلاطونية للشعب في أخلاقها الضارة.
يجادل ضد ما يراه كراهية أفلاطون للحياة ليقول إن البشر بحاجة إلى تقدير الحياة على الرغم من المعاناة.يشير نيتشه إلى الألغاز الديونيزية ليجادل في أننا بحاجة إلى الإجابة بنعم على الحياة وأن الألم مقدس. يشير أيضًا إلى التكرار الأبدي تجربته الفكرية التي تسأل عما إذا كنت ستسعد إذا اكتشفت أنه عليك أن تعيش نفس الحياة مرارًا وتكرارًا حتى آخر التفاصيل دون علم (يعتقد نيتشه أن الإجابة يجب أن تكون نعم) لتشجيع الناس لاحتضان الحياة والاحتفال بها.

### المطرقة تتحدث
يتحدث نيتشه عن الجزء الثالث من أقراص القانون القديم والجديد في هكذا تكلم زرادشت.

## الترجمة
الكتاب مترجم إلى العربية من طرف محمد الناجي وحسان بورقيبة.